# Carlitos (futebolista)
Carlos Manuel da Silva Cunha (Barcelos, 6 de março de 1977) mais conhecido como, Carlitos, Internacional Sub-21 por Portugal, é médio direito, rápido e com um bom remate.

## Carreira
Carlitos começou no Arrentela, clube pequeno da margem sul do Tejo mas logo se evidenciou, indo a seguir jogar por um mitico clube da margem sul o Amora FC.
O passo a seguir seria um dos mais decisivos da sua carreira transferindo-se para o Estoril-Praia da antiga 2.ª Divisão B - Zona Sul.
Ao comando de Ulisses Morais como treinador e o antigo dirigente do SL Benfica, Manuel Damásio, o Estoril em 3 anos consegui chegar a 1.ª Liga de Futebol de Portugal.
Carlitos sempre em destaque nesta caminhada conseguiu a chamada à Selecção sub-21, sendo decisivo numa competição sub-21 com um golo.
No ano de promoção do Estoril à Primeira Liga, Carlitos atingiu o ponto alto da sua carreira, transferindo-se para o SL Benfica.
No primeiro ano ao serviço do SL Benfica, e ao comando de Giovanni Trapattoni, Carlitos nunca conseguiu se afirmar na equipa mas mesmo assim conseguiu ser campeão nacional e chegar à final da Taça de Portugal.
No ano seguinte, o SL Benfica trocaria de treinador colocando à frente do futebol profissional uma lenda do futebol holandês, Ronald Koeman. Carlitos continuou a não conseguir impor-se na luz e acabaria por ser emprestado em Dezembro de 2005 ao Vitória de Setúbal.
No Vitória, Carlitos não consegui logo mostrar o seu futebol mas logo que se adaptou foi dos jogadores mais importantes na segunda metade do campeonato e na Taça de Portugal conseguindo atingir pela segunda vez consecutiva uma Final da Taça de Portugal, que iria perder para o FC Porto.
Na época de 2007-2008 mudou-se para o Vitória de Guimarães.